# Emakumeen Euskal Bira 2016
La 29e édition de l'Emakumeen Euskal Bira a lieu du 13 avril au 17 avril 2016. La course fait partie du calendrier international féminin UCI 2016 en catégorie 2.1.
Lotta Lepistö remporte le prologue. Le lendemain, Carmen Small et Emma Johansson se détachent à seize kilomètres de l'arrivée. La première prend la tête du classement général et la seconde la victoire d'étape. Sur la deuxième étape, la Suédoise profite du final en côte pour s'emparer du maillot jaune et remportant la victoire. La troisième étape se conclut par un sprint massif gagné par Giorgia Bronzini. La dernière étape voit la formation Boels Dolmans tout tenter pour obtenir la victoire finale, Emma Johansson résiste aux attaques et remporte le classement général. Megan Guarnier s'impose sur l'étape. Au classement général, cette dernière est deuxième. Ashleigh Moolman complète le podium. Le classement par points est remportée par Emma Johannsson, celui de la montagne par Doris Schweizer, celui de la meilleure jeune par Jip van den Bos et celui des sprints par Anisha Vekemans.

## Étapes
| Étape     | Date    | Villes étapes             | type            | Distance (km) | Vainqueur d'étape | Leader du classement général |
| --------- | ------- | ------------------------- | --------------- | ------------- | ----------------- | ---------------------------- |
| Prologue  | 13 avr. | Iurreta – Iurreta         | prologue        | 3,3           | Lotta Lepistö     | Lotta Lepistö                |
| 1re étape | 14 avr. | Eskoriatza – Eskoriatza   | étape vallonnée | 76,6          | Emma Johansson    | Carmen Small                 |
| 2e étape  | 15 avr. | Etxarri Aranatz – Urkiola | étape vallonnée | 109,4         | Emma Johansson    | Emma Johansson               |
| 3e étape  | 16 avr. | Berriatua – Berriatua     | étape vallonnée | 109,4         | Giorgia Bronzini  | Emma Johansson               |
| 4e étape  | 17 avr. | Portugalete – Portugalete | étape de plaine | 75,8          | Megan Guarnier    | Emma Johansson               |

## Déroulement de la course

### Prologue
Lotta Lepistö remporte le prologue. Parmi les prétendantes au classement général, Carmen Small est troisième et Evelyn Stevens quatrième.
| \| Classement de l'étape \| Classement de l'étape \| Classement de l'étape \| Classement de l'étape \| Classement de l'étape \| \| Coureuse \| Coureuse \| Pays \| Équipe \| Temps \| \| --------------------- \| --------------------- \| --------------------- \| ----------------------------- \| --------------------- \| \| 1re \| Lotta Lepistö \| Finlande \| Cervélo Bigla \| 4 min 12 s \| \| 2e \| Claire Rose \| Royaume-Uni \| Podium Ambition-Club La Santa \| + 4 s \| \| 3e \| Carmen Small \| États-Unis \| Cervélo Bigla \| + 8 s \| \| 4e \| Evelyn Stevens \| États-Unis \| Boels Dolmans \| + 9 s \| \| 5e \| Ashleigh Moolman \| Afrique du Sud \| Cervélo Bigla \| + 10 s \| \| 6e \| Katarzyna Pawłowska \| Pologne \| Boels Dolmans \| + 11 s \| \| 7e \| Emilia Fahlin \| Suède \| Alé Cipollini \| + 11 s \| \| 8e \| Danielle King \| Royaume-Uni \| Wiggle High5 \| + 11 s \| \| 9e \| Megan Guarnier \| États-Unis \| Boels Dolmans \| + 12 s \| \| 10e \| Clara Koppenburg \| Allemagne \| Cervélo Bigla \| + 12 s \| |                     |                |                               |            |
| |                     |                |                               |            |
| Source : Cycling Quotient |                     |                |                               |            |
| Classement de l'étape |                     |                |                               |            |
| Coureuse | Coureuse            | Pays           | Équipe                        | Temps      |
| 1re | Lotta Lepistö       | Finlande       | Cervélo Bigla                 | 4 min 12 s |
| 2e | Claire Rose         | Royaume-Uni    | Podium Ambition-Club La Santa | + 4 s      |
| 3e | Carmen Small        | États-Unis     | Cervélo Bigla                 | + 8 s      |
| 4e | Evelyn Stevens      | États-Unis     | Boels Dolmans                 | + 9 s      |
| 5e | Ashleigh Moolman    | Afrique du Sud | Cervélo Bigla                 | + 10 s     |
| 6e | Katarzyna Pawłowska | Pologne        | Boels Dolmans                 | + 11 s     |
| 7e | Emilia Fahlin       | Suède          | Alé Cipollini                 | + 11 s     |
| 8e | Danielle King       | Royaume-Uni    | Wiggle High5                  | + 11 s     |
| 9e | Megan Guarnier      | États-Unis     | Boels Dolmans                 | + 12 s     |
| 10e | Clara Koppenburg    | Allemagne      | Cervélo Bigla                 | + 12 s     |

| \| Classement général \| Classement général \| Classement général \| Classement général \| Classement général \| \| Coureuse \| Coureuse \| Pays \| Équipe \| Temps \| \| ------------------ \| ------------------- \| ------------------ \| ----------------------------- \| ------------------ \| \| 1re \| Lotta Lepistö \| Finlande \| Cervélo Bigla \| 4 min 12 s \| \| 2e \| Claire Rose \| Royaume-Uni \| Podium Ambition-Club La Santa \| + 4 s \| \| 3e \| Carmen Small \| États-Unis \| Cervélo Bigla \| + 8 s \| \| 4e \| Evelyn Stevens \| États-Unis \| Boels Dolmans \| + 9 s \| \| 5e \| Ashleigh Moolman \| Afrique du Sud \| Cervélo Bigla \| + 10 s \| \| 6e \| Katarzyna Pawłowska \| Pologne \| Boels Dolmans \| + 11 s \| \| 7e \| Emilia Fahlin \| Suède \| Alé Cipollini \| + 11 s \| \| 8e \| Danielle King \| Royaume-Uni \| Wiggle High5 \| + 11 s \| \| 9e \| Megan Guarnier \| États-Unis \| Boels Dolmans \| + 12 s \| \| 10e \| Clara Koppenburg \| Allemagne \| Cervélo Bigla \| + 12 s \| |                     |                |                               |            |
| |                     |                |                               |            |
| Source : Cycling Quotient |                     |                |                               |            |
| Classement général |                     |                |                               |            |
| Coureuse | Coureuse            | Pays           | Équipe                        | Temps      |
| 1re | Lotta Lepistö       | Finlande       | Cervélo Bigla                 | 4 min 12 s |
| 2e | Claire Rose         | Royaume-Uni    | Podium Ambition-Club La Santa | + 4 s      |
| 3e | Carmen Small        | États-Unis     | Cervélo Bigla                 | + 8 s      |
| 4e | Evelyn Stevens      | États-Unis     | Boels Dolmans                 | + 9 s      |
| 5e | Ashleigh Moolman    | Afrique du Sud | Cervélo Bigla                 | + 10 s     |
| 6e | Katarzyna Pawłowska | Pologne        | Boels Dolmans                 | + 11 s     |
| 7e | Emilia Fahlin       | Suède          | Alé Cipollini                 | + 11 s     |
| 8e | Danielle King       | Royaume-Uni    | Wiggle High5                  | + 11 s     |
| 9e | Megan Guarnier      | États-Unis     | Boels Dolmans                 | + 12 s     |
| 10e | Clara Koppenburg    | Allemagne      | Cervélo Bigla                 | + 12 s     |

### 1reétape
À seize kilomètres de l'arrivée, Carmen Small attaque dans une ascension. Elle est suivie par Emma Johansson. Les deux coureuses se disputent la victoire. Dans ce sprint montant, la Suédoise s'impose, mais c'est l'Américaine qui s'empare du maillot jaune.
| \| Classement de l'étape \| Classement de l'étape \| Classement de l'étape \| Classement de l'étape \| Classement de l'étape \| \| Coureuse \| Coureuse \| Pays \| Équipe \| Temps \| \| --------------------- \| --------------------- \| --------------------- \| --------------------- \| --------------------- \| \| 1re \| Emma Johansson \| Suède \| Wiggle High5 \| 1 h 58 min 15 s \| \| 2e \| Carmen Small \| États-Unis \| Cervélo Bigla \| + 0 s \| \| 3e \| Giorgia Bronzini \| Italie \| Wiggle High5 \| + 14 s \| \| 4e \| Lotta Lepistö \| Finlande \| Cervélo Bigla \| + 14 s \| \| 5e \| Amanda Spratt \| Australie \| Australie \| + 14 s \| \| 6e \| Katarzyna Pawłowska \| Pologne \| Boels Dolmans \| + 14 s \| \| 7e \| Ashleigh Moolman \| Afrique du Sud \| Cervélo Bigla \| + 14 s \| \| 8e \| Edwige Pitel \| France \| SC Michela Fanini \| + 14 s \| \| 9e \| Ane Santesteban \| Espagne \| Alé Cipollini \| + 14 s \| \| 10e \| Małgorzata Jasińska \| Pologne \| Alé Cipollini \| + 14 s \| |                     |                |                   |                 |
| |                     |                |                   |                 |
| Source : Cycling Quotient |                     |                |                   |                 |
| Classement de l'étape |                     |                |                   |                 |
| Coureuse | Coureuse            | Pays           | Équipe            | Temps           |
| 1re | Emma Johansson      | Suède          | Wiggle High5      | 1 h 58 min 15 s |
| 2e | Carmen Small        | États-Unis     | Cervélo Bigla     | + 0 s           |
| 3e | Giorgia Bronzini    | Italie         | Wiggle High5      | + 14 s          |
| 4e | Lotta Lepistö       | Finlande       | Cervélo Bigla     | + 14 s          |
| 5e | Amanda Spratt       | Australie      | Australie         | + 14 s          |
| 6e | Katarzyna Pawłowska | Pologne        | Boels Dolmans     | + 14 s          |
| 7e | Ashleigh Moolman    | Afrique du Sud | Cervélo Bigla     | + 14 s          |
| 8e | Edwige Pitel        | France         | SC Michela Fanini | + 14 s          |
| 9e | Ane Santesteban     | Espagne        | Alé Cipollini     | + 14 s          |
| 10e | Małgorzata Jasińska | Pologne        | Alé Cipollini     | + 14 s          |

| \| Classement général \| Classement général \| Classement général \| Classement général \| Classement général \| \| Coureuse \| Coureuse \| Pays \| Équipe \| Temps \| \| ------------------ \| -------------------- \| ------------------ \| ------------------ \| ------------------ \| \| 1re \| Carmen Small \| États-Unis \| Cervélo Bigla \| 2 h 02 min 29 s \| \| 2e \| Lotta Lepistö \| Finlande \| Cervélo Bigla \| + 12 s \| \| 3e \| Emma Johansson \| Suède \| Wiggle High5 \| + 14 s \| \| 4e \| Ashleigh Moolman \| Afrique du Sud \| Cervélo Bigla \| + 22 s \| \| 5e \| Katarzyna Pawłowska \| Pologne \| Boels Dolmans \| + 23 s \| \| 6e \| Danielle King \| Royaume-Uni \| Wiggle High5 \| + 23 s \| \| 7e \| Megan Guarnier \| États-Unis \| Boels Dolmans \| + 24 s \| \| 8e \| Elisa Longo Borghini \| Italie \| Wiggle High5 \| + 25 s \| \| 9e \| Evelyn Stevens \| États-Unis \| Boels Dolmans \| + 26 s \| \| 10e \| Amanda Spratt \| Australie \| Australie \| + 29 s \| |                      |                |               |                 |
| |                      |                |               |                 |
| Source : Cycling Quotient |                      |                |               |                 |
| Classement général |                      |                |               |                 |
| Coureuse | Coureuse             | Pays           | Équipe        | Temps           |
| 1re | Carmen Small         | États-Unis     | Cervélo Bigla | 2 h 02 min 29 s |
| 2e | Lotta Lepistö        | Finlande       | Cervélo Bigla | + 12 s          |
| 3e | Emma Johansson       | Suède          | Wiggle High5  | + 14 s          |
| 4e | Ashleigh Moolman     | Afrique du Sud | Cervélo Bigla | + 22 s          |
| 5e | Katarzyna Pawłowska  | Pologne        | Boels Dolmans | + 23 s          |
| 6e | Danielle King        | Royaume-Uni    | Wiggle High5  | + 23 s          |
| 7e | Megan Guarnier       | États-Unis     | Boels Dolmans | + 24 s          |
| 8e | Elisa Longo Borghini | Italie         | Wiggle High5  | + 25 s          |
| 9e | Evelyn Stevens       | États-Unis     | Boels Dolmans | + 26 s          |
| 10e | Amanda Spratt        | Australie      | Australie     | + 29 s          |

### 2eétape
Emma Johansson remporte l'étape qui se conclut par une course de côte. Elle prend la tête du classement général.
| \| Classement de l'étape \| Classement de l'étape \| Classement de l'étape \| Classement de l'étape \| Classement de l'étape \| \| Coureuse \| Coureuse \| Pays \| Équipe \| Temps \| \| --------------------- \| -------------------------- \| --------------------- \| -------------------------------- \| --------------------- \| \| 1re \| Emma Johansson \| Suède \| Wiggle High5 \| 2 h 51 min 57 s \| \| 2e \| Megan Guarnier \| États-Unis \| Boels Dolmans \| + 1 s \| \| 3e \| Elisa Longo Borghini \| Italie \| Wiggle High5 \| + 4 s \| \| 4e \| Ashleigh Moolman \| Afrique du Sud \| Cervélo Bigla \| + 5 s \| \| 5e \| Hanna Solovey \| Ukraine \| Parkhotel Valkenburg Continental \| + 7 s \| \| 6e \| Paulina Brzeźna-Bentkowska \| Pologne \| Mat Atom Sobótka \| + 10 s \| \| 7e \| Evelyn Stevens \| États-Unis \| Boels Dolmans \| + 13 s \| \| 8e \| Claudia Lichtenberg \| Allemagne \| Lotto Soudal Ladies \| + 15 s \| \| 9e \| Pauliena Rooijakkers \| Pays-Bas \| Parkhotel Valkenburg Continental \| + 15 s \| \| 10e \| Eva Buurman \| Pays-Bas \| Parkhotel Valkenburg Continental \| + 15 s \| |                            |                |                                  |                 |
| |                            |                |                                  |                 |
| Source : Cycling Quotient |                            |                |                                  |                 |
| Classement de l'étape |                            |                |                                  |                 |
| Coureuse | Coureuse                   | Pays           | Équipe                           | Temps           |
| 1re | Emma Johansson             | Suède          | Wiggle High5                     | 2 h 51 min 57 s |
| 2e | Megan Guarnier             | États-Unis     | Boels Dolmans                    | + 1 s           |
| 3e | Elisa Longo Borghini       | Italie         | Wiggle High5                     | + 4 s           |
| 4e | Ashleigh Moolman           | Afrique du Sud | Cervélo Bigla                    | + 5 s           |
| 5e | Hanna Solovey              | Ukraine        | Parkhotel Valkenburg Continental | + 7 s           |
| 6e | Paulina Brzeźna-Bentkowska | Pologne        | Mat Atom Sobótka                 | + 10 s          |
| 7e | Evelyn Stevens             | États-Unis     | Boels Dolmans                    | + 13 s          |
| 8e | Claudia Lichtenberg        | Allemagne      | Lotto Soudal Ladies              | + 15 s          |
| 9e | Pauliena Rooijakkers       | Pays-Bas       | Parkhotel Valkenburg Continental | + 15 s          |
| 10e | Eva Buurman                | Pays-Bas       | Parkhotel Valkenburg Continental | + 15 s          |

| \| Classement général \| Classement général \| Classement général \| Classement général \| Classement général \| \| Coureuse \| Coureuse \| Pays \| Équipe \| Temps \| \| ------------------ \| -------------------- \| ------------------ \| -------------------------------- \| ------------------ \| \| 1re \| Emma Johansson \| Suède \| Wiggle High5 \| 4 h 54 min 25 s \| \| 2e \| Megan Guarnier \| États-Unis \| Boels Dolmans \| + 20 s \| \| 3e \| Elisa Longo Borghini \| Italie \| Wiggle High5 \| + 24 s \| \| 4e \| Ashleigh Moolman \| Afrique du Sud \| Cervélo Bigla \| + 26 s \| \| 5e \| Carmen Small \| États-Unis \| Cervélo Bigla \| + 29 s \| \| 6e \| Evelyn Stevens \| États-Unis \| Boels Dolmans \| + 40 s \| \| 7e \| Hanna Solovey \| Ukraine \| Parkhotel Valkenburg Continental \| + 42 s \| \| 8e \| Edwige Pitel \| France \| SC Michela Fanini \| + 46 s \| \| 9e \| Claudia Lichtenberg \| Allemagne \| Lotto Soudal Ladies \| + 46 s \| \| 10e \| Małgorzata Jasińska \| Pologne \| Alé Cipollini \| + 55 s \| |                      |                |                                  |                 |
| |                      |                |                                  |                 |
| Source : Cycling Quotient |                      |                |                                  |                 |
| Classement général |                      |                |                                  |                 |
| Coureuse | Coureuse             | Pays           | Équipe                           | Temps           |
| 1re | Emma Johansson       | Suède          | Wiggle High5                     | 4 h 54 min 25 s |
| 2e | Megan Guarnier       | États-Unis     | Boels Dolmans                    | + 20 s          |
| 3e | Elisa Longo Borghini | Italie         | Wiggle High5                     | + 24 s          |
| 4e | Ashleigh Moolman     | Afrique du Sud | Cervélo Bigla                    | + 26 s          |
| 5e | Carmen Small         | États-Unis     | Cervélo Bigla                    | + 29 s          |
| 6e | Evelyn Stevens       | États-Unis     | Boels Dolmans                    | + 40 s          |
| 7e | Hanna Solovey        | Ukraine        | Parkhotel Valkenburg Continental | + 42 s          |
| 8e | Edwige Pitel         | France         | SC Michela Fanini                | + 46 s          |
| 9e | Claudia Lichtenberg  | Allemagne      | Lotto Soudal Ladies              | + 46 s          |
| 10e | Małgorzata Jasińska  | Pologne        | Alé Cipollini                    | + 55 s          |

### 3eétape
La formation Wiggle High5 contrôle le peloton durant toute l'étape. Malgré le dénivelé, elle se conclut par un sprint massif. Giorgia Bronzini s'impose de peu devant Carmen Small. Giorgia Bronzini se montre satisfaite de sa performance dans l'optique des Jeux olympiques de Rio.
| \| Classement de l'étape \| Classement de l'étape \| Classement de l'étape \| Classement de l'étape \| Classement de l'étape \| \| Coureuse \| Coureuse \| Pays \| Équipe \| Temps \| \| --------------------- \| --------------------- \| --------------------- \| -------------------------------- \| --------------------- \| \| 1re \| Giorgia Bronzini \| Italie \| Wiggle High5 \| 2 h 46 min 10 s \| \| 2e \| Carmen Small \| États-Unis \| Cervélo Bigla \| + 0 s \| \| 3e \| Rossella Ratto \| Italie \| Cylance \| + 0 s \| \| 4e \| Ashleigh Moolman \| Afrique du Sud \| Cervélo Bigla \| + 0 s \| \| 5e \| Megan Guarnier \| États-Unis \| Boels Dolmans \| + 0 s \| \| 6e \| Małgorzata Jasińska \| Pologne \| Alé Cipollini \| + 0 s \| \| 7e \| Lara Vieceli \| Italie \| Inpa-Bianchi \| + 0 s \| \| 8e \| Hanna Solovey \| Ukraine \| Parkhotel Valkenburg Continental \| + 0 s \| \| 9e \| Claudia Lichtenberg \| Allemagne \| Lotto Soudal Ladies \| + 0 s \| \| 10e \| Elisa Longo Borghini \| Italie \| Wiggle High5 \| + 0 s \| |                      |                |                                  |                 |
| |                      |                |                                  |                 |
| Source : Cycling Quotient |                      |                |                                  |                 |
| Classement de l'étape |                      |                |                                  |                 |
| Coureuse | Coureuse             | Pays           | Équipe                           | Temps           |
| 1re | Giorgia Bronzini     | Italie         | Wiggle High5                     | 2 h 46 min 10 s |
| 2e | Carmen Small         | États-Unis     | Cervélo Bigla                    | + 0 s           |
| 3e | Rossella Ratto       | Italie         | Cylance                          | + 0 s           |
| 4e | Ashleigh Moolman     | Afrique du Sud | Cervélo Bigla                    | + 0 s           |
| 5e | Megan Guarnier       | États-Unis     | Boels Dolmans                    | + 0 s           |
| 6e | Małgorzata Jasińska  | Pologne        | Alé Cipollini                    | + 0 s           |
| 7e | Lara Vieceli         | Italie         | Inpa-Bianchi                     | + 0 s           |
| 8e | Hanna Solovey        | Ukraine        | Parkhotel Valkenburg Continental | + 0 s           |
| 9e | Claudia Lichtenberg  | Allemagne      | Lotto Soudal Ladies              | + 0 s           |
| 10e | Elisa Longo Borghini | Italie         | Wiggle High5                     | + 0 s           |

| \| Classement général \| Classement général \| Classement général \| Classement général \| Classement général \| \| Coureuse \| Coureuse \| Pays \| Équipe \| Temps \| \| ------------------ \| -------------------- \| ------------------ \| -------------------------------- \| ------------------ \| \| 1re \| Emma Johansson \| Suède \| Wiggle High5 \| 7 h 40 min 30 s \| \| 2e \| Megan Guarnier \| États-Unis \| Boels Dolmans \| + 25 s \| \| 3e \| Carmen Small \| États-Unis \| Cervélo Bigla \| + 28 s \| \| 4e \| Elisa Longo Borghini \| Italie \| Wiggle High5 \| + 29 s \| \| 5e \| Ashleigh Moolman \| Afrique du Sud \| Cervélo Bigla \| + 31 s \| \| 6e \| Evelyn Stevens \| États-Unis \| Boels Dolmans \| + 45 s \| \| 7e \| Hanna Solovey \| Ukraine \| Parkhotel Valkenburg Continental \| + 47 s \| \| 8e \| Claudia Lichtenberg \| Allemagne \| Lotto Soudal Ladies \| + 50 s \| \| 9e \| Małgorzata Jasińska \| Pologne \| Alé Cipollini \| + 58 s \| \| 10e \| Ane Santesteban \| Espagne \| Alé Cipollini \| + 1 min 03 s \| |                      |                |                                  |                 |
| |                      |                |                                  |                 |
| Source : Cycling Quotient |                      |                |                                  |                 |
| Classement général |                      |                |                                  |                 |
| Coureuse | Coureuse             | Pays           | Équipe                           | Temps           |
| 1re | Emma Johansson       | Suède          | Wiggle High5                     | 7 h 40 min 30 s |
| 2e | Megan Guarnier       | États-Unis     | Boels Dolmans                    | + 25 s          |
| 3e | Carmen Small         | États-Unis     | Cervélo Bigla                    | + 28 s          |
| 4e | Elisa Longo Borghini | Italie         | Wiggle High5                     | + 29 s          |
| 5e | Ashleigh Moolman     | Afrique du Sud | Cervélo Bigla                    | + 31 s          |
| 6e | Evelyn Stevens       | États-Unis     | Boels Dolmans                    | + 45 s          |
| 7e | Hanna Solovey        | Ukraine        | Parkhotel Valkenburg Continental | + 47 s          |
| 8e | Claudia Lichtenberg  | Allemagne      | Lotto Soudal Ladies              | + 50 s          |
| 9e | Małgorzata Jasińska  | Pologne        | Alé Cipollini                    | + 58 s          |
| 10e | Ane Santesteban      | Espagne        | Alé Cipollini                    | + 1 min 03 s    |

### 4eétape
La formation Boels Dolmans, menée par Megan Guarnier et Evelyn Stevens manœuvre sur cette dernière étape afin de tenter de gagner l'épreuve. Sur la fin de l'étape, un groupe de dix-sept échappées dangereux au classement général se forme. La formation Wiggle High5 doit donc mener la poursuite pour permettre à Emma Johansson et Elisa Longo Borghini de faire le saut vers le groupe. L'étape se termine par un sprint en groupe réduit, où Megan Guarnier se montre la plus rapide.
| \| Classement de l'étape \| Classement de l'étape \| Classement de l'étape \| Classement de l'étape \| Classement de l'étape \| \| Coureuse \| Coureuse \| Pays \| Équipe \| Temps \| \| --------------------- \| --------------------- \| --------------------- \| -------------------------------- \| --------------------- \| \| 1re \| Megan Guarnier \| États-Unis \| Boels Dolmans \| 2 h 15 min 42 s \| \| 2e \| Hanna Solovey \| Ukraine \| Parkhotel Valkenburg Continental \| + 0 s \| \| 3e \| Ashleigh Moolman \| Afrique du Sud \| Cervélo Bigla \| + 0 s \| \| 4e \| Elisa Longo Borghini \| Italie \| Wiggle High5 \| + 0 s \| \| 5e \| Emma Johansson \| Suède \| Wiggle High5 \| + 0 s \| \| 6e \| Małgorzata Jasińska \| Pologne \| Alé Cipollini \| + 0 s \| \| 7e \| Claudia Lichtenberg \| Allemagne \| Lotto Soudal Ladies \| + 0 s \| \| 8e \| Carmen Small \| États-Unis \| Cervélo Bigla \| + 0 s \| \| 9e \| Doris Schweizer \| Suisse \| Cylance \| + 5 s \| \| 10e \| Tetyana Riabchenko \| Ukraine \| Inpa-Bianchi \| + 8 s \| |                      |                |                                  |                 |
| |                      |                |                                  |                 |
| Source : Cycling Quotient |                      |                |                                  |                 |
| Classement de l'étape |                      |                |                                  |                 |
| Coureuse | Coureuse             | Pays           | Équipe                           | Temps           |
| 1re | Megan Guarnier       | États-Unis     | Boels Dolmans                    | 2 h 15 min 42 s |
| 2e | Hanna Solovey        | Ukraine        | Parkhotel Valkenburg Continental | + 0 s           |
| 3e | Ashleigh Moolman     | Afrique du Sud | Cervélo Bigla                    | + 0 s           |
| 4e | Elisa Longo Borghini | Italie         | Wiggle High5                     | + 0 s           |
| 5e | Emma Johansson       | Suède          | Wiggle High5                     | + 0 s           |
| 6e | Małgorzata Jasińska  | Pologne        | Alé Cipollini                    | + 0 s           |
| 7e | Claudia Lichtenberg  | Allemagne      | Lotto Soudal Ladies              | + 0 s           |
| 8e | Carmen Small         | États-Unis     | Cervélo Bigla                    | + 0 s           |
| 9e | Doris Schweizer      | Suisse         | Cylance                          | + 5 s           |
| 10e | Tetyana Riabchenko   | Ukraine        | Inpa-Bianchi                     | + 8 s           |

## Classements finals

### Classement général final
| \| Classement général \| Classement général \| Classement général \| Classement général \| Classement général \| \| Coureuse \| Coureuse \| Pays \| Équipe \| Temps \| \| ------------------ \| -------------------- \| ------------------ \| -------------------------------- \| ------------------ \| \| 1re \| Emma Johansson \| Suède \| Wiggle High5 \| 9 h 56 min 12 s \| \| 2e \| Megan Guarnier \| États-Unis \| Boels Dolmans \| + 12 s \| \| 3e \| Ashleigh Moolman \| Afrique du Sud \| Cervélo Bigla \| + 27 s \| \| 4e \| Elisa Longo Borghini \| Italie \| Wiggle High5 \| + 27 s \| \| 5e \| Carmen Small \| États-Unis \| Cervélo Bigla \| + 28 s \| \| 6e \| Hanna Solovey \| Ukraine \| Parkhotel Valkenburg Continental \| + 41 s \| \| 7e \| Claudia Lichtenberg \| Allemagne \| Lotto Soudal Ladies \| + 50 s \| \| 8e \| Evelyn Stevens \| États-Unis \| Boels Dolmans \| + 54 s \| \| 9e \| Małgorzata Jasińska \| Pologne \| Alé Cipollini \| + 58 s \| \| 10e \| Doris Schweizer \| Suisse \| Cylance \| + 1 min 07 s \| |                      |                |                                  |                 |
| |                      |                |                                  |                 |
| |                      |                |                                  |                 |
| Classement général |                      |                |                                  |                 |
| Coureuse | Coureuse             | Pays           | Équipe                           | Temps           |
| 1re | Emma Johansson       | Suède          | Wiggle High5                     | 9 h 56 min 12 s |
| 2e | Megan Guarnier       | États-Unis     | Boels Dolmans                    | + 12 s          |
| 3e | Ashleigh Moolman     | Afrique du Sud | Cervélo Bigla                    | + 27 s          |
| 4e | Elisa Longo Borghini | Italie         | Wiggle High5                     | + 27 s          |
| 5e | Carmen Small         | États-Unis     | Cervélo Bigla                    | + 28 s          |
| 6e | Hanna Solovey        | Ukraine        | Parkhotel Valkenburg Continental | + 41 s          |
| 7e | Claudia Lichtenberg  | Allemagne      | Lotto Soudal Ladies              | + 50 s          |
| 8e | Evelyn Stevens       | États-Unis     | Boels Dolmans                    | + 54 s          |
| 9e | Małgorzata Jasińska  | Pologne        | Alé Cipollini                    | + 58 s          |
| 10e | Doris Schweizer      | Suisse         | Cylance                          | + 1 min 07 s    |

### Points UCI
| Position           | 1er | 2e | 3e | 4e | 5e | 6e | 7e | 8e | 9e | 10e | 11e | 12e | 13e | 14e | 15e | 16e | 17e | 18e |
| Classement général | 80  | 60 | 45 | 35 | 30 | 25 | 21 | 18 | 15 | 12  | 10  | 8   | 6   | 5   | 4   | 3   | 2   | 1   |
| Par étape          | 16  | 12 | 8  | 6  | 5  | 4  | 3  | 2  |    |     |     |     |     |     |     |     |     |     |
| Leader, par étape  | 4   |    |    |    |    |    |    |    |    |     |     |     |     |     |     |     |     |     |

### Classements annexes

#### Classement par points
| Classement par points | Classement par points | Classement par points | Classement par points | Classement par points |
| Coureuse              | Coureuse              | Pays                  | Équipe                | Points                |
| --------------------- | --------------------- | --------------------- | --------------------- | --------------------- |
| 1re                   | Emma Johansson        | Suède                 | Wiggle High5          | 67 pts                |
| 2e                    | Megan Guarnier        | États-Unis            | Boels Dolmans         | 61 pts                |
| 3e                    | Ashleigh Moolman      | Afrique du Sud        | Cervélo Bigla         | 59 pts                |

#### Classement par équipes
| Classement par équipes | Classement par équipes | Classement par équipes | Classement par équipes |
| Équipe                 | Équipe                 | Pays                   | Temps                  |
| ---------------------- | ---------------------- | ---------------------- | ---------------------- |
| 1re                    | Cervélo Bigla          | Allemagne              | 29 h 51 min 11 s       |
| 2e                     | Boels Dolmans          | Pays-Bas               | + 14 s                 |
| 3e                     | Wiggle High5           | Royaume-Uni            | + 1 min 54 s           |

## Évolution des classements
| Étapes             | Vainqueur          | Classement général | Classement par points | Classement de la montagne | Classement des sprints | Classement de la meilleure jeune | Classement de la meilleure Basque | Classement de la meilleure équipe |
| ------------------ | ------------------ | ------------------ | --------------------- | ------------------------- | ---------------------- | -------------------------------- | --------------------------------- | --------------------------------- |
| 0                  | Lotta Lepistö      | Lotta Lepistö      | Lotta Lepistö         | non attribué              | non attribué           | Jip van den Bos                  | Irene Usabiaga                    | Cervélo Bigla                     |
| 1                  | Emma Johansson     | Carmen Small       | Lotta Lepistö         | Carmen Small              | Lotta Lepistö          | Jip van den Bos                  | Ane Santesteban                   | Cervélo Bigla                     |
| 2                  | Emma Johansson     | Emma Johansson     | Emma Johansson        | Emma Johansson            | Lotta Lepistö          | Jip van den Bos                  | Ane Santesteban                   | Wiggle High5                      |
| 3                  | Giorgia Bronzini   | Emma Johansson     | Emma Johansson        | Carmen Small              | Anisha Vekemans        | Jip van den Bos                  | Ane Santesteban                   | Wiggle High5                      |
| 4                  | Megan Guarnier     | Emma Johansson     | Emma Johansson        | Doris Schweizer           | Anisha Vekemans        | Jip van den Bos                  | Ane Santesteban                   | Cervélo Bigla                     |
| Classements finals | Classements finals | Emma Johansson     | Emma Johansson        | Doris Schweizer           | Anisha Vekemans        | Jip van den Bos                  | Ane Santesteban                   | Cervélo Bigla                     |

## Liste des participantes
| Légende | Légende                                                                    | Légende | Légende                                                    |
| ------- | -------------------------------------------------------------------------- | ------- | ---------------------------------------------------------- |
| Num     | Dossard de départ porté par le coureur sur cet Emakumeen Euskal Bira       | Pos     | Position à l'arrivée de la course                          |
|         | Indique un maillot de champion national ou mondial, suivi de sa spécialité | NP      | Indique un coureur qui n'a pas pris le départ de la course |
| AB      | Indique un coureur qui n'a pas terminé la course                           | HD      | Indique un coureur qui a terminé la course hors des délais |

- Liste des participantes